# Terje Søviknes
Terje Søviknes, født 28. februar 1969 i Os i Hordaland, er en norsk politiker i FRP Fra 5. maj 2019 er han partiets anden næstformand. Fra 18. december 2019 til 24. januar 2020 var han minister for ældre og folkesundhed i Afdelingen for sundhed og pleje i Erna Solbergs regering. Han var  minister for olie og energi fra 2016 til 2018.
Søviknes var formand for Os kommune fra 1999 til 2016 og fra 2018 til 2019.